# Telamonia dimidiata
Telamonia dimidiata är en spindelart som först beskrevs av Simon 1899.  Telamonia dimidiata ingår i släktet Telamonia och familjen hoppspindlar. Inga underarter finns listade i Catalogue of Life.